# Evolution
Evolution е седмият студиен албум на американската певица Анастейша. Излиза 15 септември 2017. От него излиза един сингъл – Caught in the Middle.

## Списък с песните
1. Caught in the Middle – 2:55
2. Redlight – 3:14
3. Stamina – 3:45
4. Boxer – 3:48
5. My Everything – 3:05
6. Nobody Loves Me Better – 3:22
7. Reckless – 3:07
8. Not Coming Down – 3:21
9. Before – 3:48
10. Pain – 3:52
11. Why – 4:17
12. Boomerang – 3:03
13. Higher Livin' – 3:16